# Distretto di Fenerive Est
Il distretto di Fenerive Est è un distretto del Madagascar situato nella regione di Analanjirofo. Ha per capoluogo la città di Fenerive Est.
La popolazione del distretto è di 292 213 abitanti (censimento 2011).